# Fissurella peruviana
Fissurella peruviana, common name: the Peruvian Keyhole Limpet, là một loài ốc biển, là động vật thân mềm chân bụng sống ở biển thuộc họ Fissurellidae.

## Miêu tả
The size of an adult shell varies between 20 mm and 35 mm.

## Phân bố
Loài này thường gặp ở the Pacific Ocean along Peru và Chile.